# Trichonotulus granulidorsis
Trichonotulus granulidorsis är en skalbaggsart som beskrevs av Bordat 1990. Trichonotulus granulidorsis ingår i släktet Trichonotulus och familjen Aphodiidae. Inga underarter finns listade i Catalogue of Life.